# 第13施設隊
第13施設隊（だいじゅうさんしせつたい、JGSDF 13th Engineer Unit）は、陸上自衛隊海田市駐屯地（広島県安芸郡海田町）に駐屯する第13旅団隷下の施設科部隊である。

## 概要
隊長は2等陸佐が充てられ、隊本部、2個の施設小隊および渡河器材小隊からなる。第13施設隊長は、第13旅団司令部の施設課長を兼任する。
作戦地域の最前線から後方地域まで幅広く行動し、各種建設機械等をもって第13旅団隷下部隊を支援する任務を有しており、様々な土木工事はもとより、地雷の埋設・処理、ボートの運航、各種爆破、橋の架設などを実施することにより、様々な場面で活躍する。
災害派遣においては、大型建設機械による土砂や瓦礫等の除去・運搬、河川等への橋の架設、 ボートによる被災者の救助といった任務に主として従事する。
2014年（平成26年） 3月26日の第13施設隊への改編により、北部方面隊北部方面施設隊第13施設隊と同名の部隊となったが、北部方面隊北部方面施設隊第13施設隊が、2017年（平成29年） 3月27日の改編で第3施設団第13施設群に再編されたので、同名の部隊は解消された。同じ第13施設隊といっても部隊規模が異なっていた。その間、約3年余りであった。

## 沿革
第13師団第13施設大隊
- 1962年（昭和37年）1月18日：第13師団隷下に第13施設大隊が千僧駐屯地で編成完結。
- 1962年（昭和37年）1月23日：第13施設大隊が千僧駐屯地から海田市駐屯地へ移駐[1]。

第13旅団第13施設中隊
- 1999年（平成11年） 3月29日：旅団化に際し、第13施設大隊（海田市駐屯地）が第13施設中隊に縮小改編。
- 2004年（平成16年） 3月29日：後方支援体制変換に伴い、整備部門を第13後方支援隊第1整備中隊施設整備小隊へ移管。

第13旅団第13施設隊
- 2014年（平成26年） 3月26日：第13旅団改編に伴い第13施設中隊（海田市駐屯地）が第13施設隊へ改編。

## 部隊編成
- 第13施設隊本部
  - 本部班
  - 補給班
- 第1施設小隊
  - 小隊本部
  - 第1分隊
  - 第2分隊
  - 器材班
- 第2施設小隊
  - 小隊本部
  - 第1分隊
  - 第2分隊
  - 器材班
- 渡河器材小隊
  - 小隊本部
  - 架橋班：07式機動支援橋

車両の部隊表示は、全て「13施」

## 整備支援部隊
- 第13後方支援隊第1整備中隊施設整備小隊「13後支-1整」（海田市駐屯地）：2004年（平成16年） 3月29日から